# 신기회
신기회(新紀會)는 1957년 5월에 창립한 단체이다. 서울 시내 중·고등학교를 중심으로 미술교사들이 모여 이루어진 모임이다. 사실 경향의 작품이 지배적이며, 추상작품도 일부 포함된 발표전을 매년 정기적으로 열어 1970년에 제15회전을 열었다. 일선 미술교사들의 모임이라는 점이 특이하며, 초등학교 교사들의 모임인 백일회를 제외한 유일한 교직자 단체이다. 1965년부터 학생미술 실기대회 및 학생작품전을 주최하였다. 창립회원은 윤성호, 김진명, 임규삼, 윤재우 이상우, 이달주이다. 

## 개요
한국현대미술 신기회는 대한민국의 미술단체이다. 1957년 5월 1일에 결성하여 1958년 4월에 제1회전(동화화랑)을 개최하여 2020년에 들어, 제77회의 회기를 갖고있다. 본 미술단체의 출범은 한국현대미술의 출발과 함께하는 역사적인 궤를 같이 해왔다고 할 수 있다. 6.25동란의 어려운 시기가 지나기 전인 1950년대 후반 윤성호, 이상우, 이달주, 윤재우, 김진명(이상 작고), 임규삼(재미)  6명의 의기투합하여 새로운 미술사조를 열어 간다는 의미에서 단체명을‘'新紀‘'로 정하고, 1958년4월 제1회전을 갖고 정식 출범하였다. 
그동안 신기회는 77회라는 회원전 이외에도 60년대부터 시작한 학생미술실기대회와 동 전시회 12회, 6회에 걸친 한중일교의전, 88년도부터 시작한 공모전(6회 실시후 현재 중단), 5개 도시순회전 실시 등으로 한국 구상 미술의 발전은 물론, 한국 미술문화 창달에 많은 기여를 하였다. 
신기회는 양식적으로 구상적 보수성의 색채를 띠고 있는 단체이다. 또한 극단의 아카데미즘은 추구하지 않으며, 작가의 다양한 개성이 포용되는 구상성과 개별성이 공존하는 절충적인 양식이 수용된다. 즉 구상성을 견지하면서 사물과 대상의 깊은 관조에서 오는 창의성과 독창성이 있는 표현을 중시한다. 원로 고문들의 독창적인 표현, 중진들의 다양하고 개성적인 미적 창출,  그 이외 중견작가들이 저마다 개성있는 작품 그리고 신선한 충격으로 발돋움 하는 신진들로 구성되어 있어 여타 단체와는 다른 오늘의 현대미술을 창출하는데 전력하고 있다. 
신기회는 21세기 새시대를 맞이하여 거듭나고자 분발을 하고 있다. 회의 주체나 전통도 없이 무작정 양적인 팽창만 서두르는 경향을 배제하며, 내적인 충실을 도모하고 회원 영입에 폭을 넓히면서도 신중을 기하고 있으며, 회원들의 창작의욕을 고양하고자 근년간에는 대작의 작품전시회를 열며 우수작품을 선발하여 시상하는 경우도 있다. 